# 相馬御風
相馬 御風（そうま ぎょふう、1883年（明治16年）7月10日 - 1950年（昭和25年）5月8日）は、明治期から昭和期にかけての日本の文学者、詩人、歌人、評論家。本名は昌治（しょうじ）。新潟県西頸城郡糸魚川町（現糸魚川市）出身。早稲田大学大学部文学科英文学科卒業。詩歌や評論のほか、早稲田大学校歌「都の西北」をはじめとした多くの校歌や、「春よ来い」などの童謡の作詞者としても知られる。

## 経歴
1883年、新潟県西頸城郡糸魚川町大町（現糸魚川市）に生まれる。相馬徳治郎の長男。高田中学（現新潟県立高田高等学校）を経て早稲田大学に進む。中学以来の学友に小川未明がいる。在学中の1903年に岩野泡鳴らと雑誌「白百合」を創刊した。1905年に第一歌集『睡蓮』を出版するが、同時代の窪田空穂や与謝野晶子に比べると歌人としては地味であった。

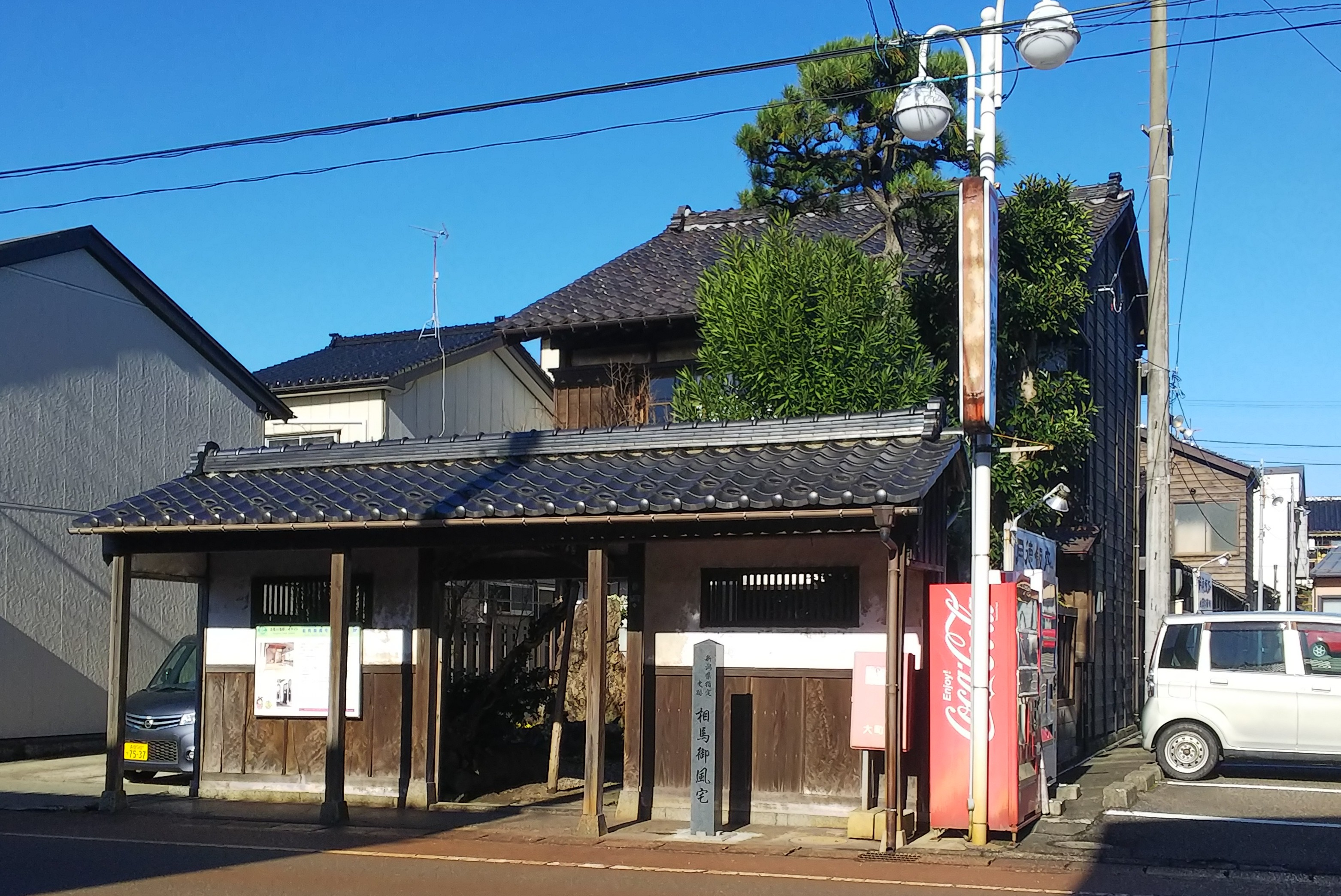
相馬御風宅（2018年12月）

1906年に早稲田大学英文科を卒業。島村抱月のもとで、当時復刊された雑誌「早稲田文学」の編集に参加。また野口雨情・三木露風らとともに「早稲田詩社」を設立し、口語自由詩運動を進めた。1911年には早稲田大学講師となる。25歳の時に母校校歌「都の西北」を作った。
その後1916年に内面を告白した『還元録』を刊行し、故郷糸魚川に隠棲する。帰郷後は主として良寛の研究に携わったほか、童話・童謡も発表した。
地元に伝わる奴奈川姫伝説を元に、糸魚川でヒスイ（翡翠）が産出するとの推測を示したことが、1935年（昭和10年）に同地でのヒスイの発見につながった。
1950年5月7日に脳溢血で倒れ、翌8日に糸魚川市の自宅で死去。享年68（満66歳）。戒名は大空院文誉白雲御風居士。
没後の1952年12月10日、居宅が新潟県の史跡となった。

## 人物
趣味は書画、骨董、散歩、園芸。住所は新潟県西頸城郡糸魚川町大字大町。

## 家族・親族
相馬家
- 父・徳治郎[3]（? - 1918年）享年70[6]
- 母・ちよ（? - 1899年）享年41[6]
- 妻・照子（衆議院議員・藤田茂吉の次女）
- 長男・昌徳（1910年 - ?）[6]
- 次男・昌允（1911年 - ?）[3]
  - 同妻（1917年 - ?、海軍大佐・下村敬三郎の長女）[3]
  - 孫・萬里子（良寛研究者、1939年 - ）[3]
- 三男・皓（歌舞伎研究者、1914年 - 1984年）[3]
- 四男・元雄（1915年 - ?）[6]
- 長女・文子（日本文学研究者、1921年 - 2009年）[3]
- 五男・茂（1930年 - ?）[6]

## 主な作品

### 著書

#### 単著
- 『睡蓮』東京純文社、1905年10月。NDLJP:873620。
- 『御風詩集』新潮社、1908年6月。NDLJP:876286。
- 『花と鳥』久遠堂、1908年6月。NDLJP:887820。
- 『御風小品』隆文館〈小品叢書 第10編〉、1910年6月。NDLJP:889009。
- 日本文章学院編輯 編『論文作法』新潮社〈作文叢書 第6編〉、1911年5月。
- 『ハムレット物語』坪内博士閲、冨山房、1911年6月。NDLJP:873622。
- 『黎明期の文学』新潮社、1912年9月。
  - 『黎明期の文学』日本図書センター〈近代文芸評論叢書 13〉、1990年10月。ISBN 978-4820591276。
- 『新文学初歩』新潮社、1913年2月。NDLJP:951665。
- 『小説 峠』春陽堂〈現代文芸叢書 第23編〉、1913年3月。NDLJP:915003。
- 『第一歩』創造社、1914年1月。NDLJP:937200。
- 『自我生活と文学』新潮社、1914年6月。NDLJP:952035。
- 『毒薬の壷』早稲田文学社、1914年10月。NDLJP:916560。
- 『個人主義思潮』天弦堂書房〈近代思潮叢書 第3編〉、1915年4月。NDLJP:936128。
- 『御風論集』新潮社〈現代評論選集 第3編〉、1915年4月。NDLJP:915121。
- 『氷川清話』名著評論社〈名著梗概及評論 第31篇〉、1915年5月。NDLJP:906488。
- 『我等如何に生くべきか』米倉書店出版部、1915年12月。NDLJP:954993。
- 『ゴーリキイ』実業之日本社、1915年5月。NDLJP:952130。
- 『還元録』春陽堂、1916年2月。NDLJP:936074。
  - 『還元録』日本図書センター〈近代作家研究叢書 149〉、1993年6月。ISBN 978-4820592532。
- 『凡人浄土』新潮社、1916年7月。NDLJP:914988。
- 『田園春秋』春陽堂、1917年8月。NDLJP:956329。
- 『大愚良寛』春陽堂、1918年5月。NDLJP:959199。
  - 『大愚良寛』渡辺秀英校註、考古堂書店、1974年5月。
  - 『大愚良寛』渡辺秀英校註（校註新版）、考古堂書店、2001年9月。ISBN 978-4874995969。
  - 『大愚良寛』渡辺秀英校註（新装版）、考古堂書店、2015年11月。ISBN 978-4874998410。
- 『樹かげ』春陽堂〈自然と人生叢書 第6編〉、1918年8月。NDLJP:933042。
- 『良寛和尚尺牘』春陽堂、1920年12月。NDLJP:963066。
- 『砂上漫筆』春陽堂、1921年5月。NDLJP:968361。
- 『童話集 曇らぬ鏡』精華書院、1922年3月。NDLJP:970081。
- 『愚庵和尚 その他』春陽堂、1923年2月。NDLJP:977969。
- 『相馬御風童謡集 銀の鈴』春陽堂、1923年5月。NDLJP:1169677。
  - 『相馬御風童謡集 銀の鈴』大空社〈叢書日本の童謡〉、1996年9月。
- 『対山雑記』人文社、1923年6月。NDLJP:977488。
- 『如何に楽しむべきか』日本青年館、1924年3月。NDLJP:963998。
- 『生と死と愛』日本青年館、1924年9月。NDLJP:920351。
- 『雑草苑』高陽社、1924年9月。
- 『新釈良寛和尚歌集』紅玉堂書店、1925年2月。NDLJP:977362。
- 『一茶と良寛と芭蕉』春秋社、1925年11月。NDLJP:925209。
  - 『一茶と良寛と芭蕉』春秋社、1939年3月。NDLJP:1108523。
  - 『一茶と良寛と芭蕉』南北書園、1947年5月。NDLJP:1127218。
  - 『一茶と良寛と芭蕉』（新版）恒文社、1997年11月。ISBN 978-4770409577。
- 『感想集 野を歩む者』厚生閣、1925年12月。NDLJP:1019754。
- 『第二の自然』春秋社、1926年1月。NDLJP:978282。
- 『御風歌集』春秋社、1926年5月。
- 『曙覧と愚庵』春秋社、1927年11月。
- 『良寛坊物語』春秋社、1928年10月。
  - 『良寛坊物語』新潟日報事業社、1979年7月。ISBN 978-4888621335。
  - 『良寛坊物語』新潟日報事業社、2008年1月。ISBN 978-4861322518。
- 『義人生田万の生涯と詩歌』春秋社、1929年7月。NDLJP:1170952。
- 『月見ぐさ 相馬御風歌集』木蔭会〈木かげ叢書 第1編〉、1930年8月。
- 『良寛さま』実業之日本社、1930年5月。
  - 『続 良寛さま』実業之日本社、1935年6月。
  - 『良寛さま』実業之日本社、1946年5月。
  - 『続 良寛さま』実業之日本社、1946年6月。
  - 『良寛さま』実業之日本社、1948年10月。NDLJP:1169370。
  - 『良寛さま』（新装復刻）実業之日本社、2001年12月。
  - 高原美智子 編『良寛さま』考古堂書店、2007年4月。ISBN 978-4874996751。
  - 高原美智子 編『続 良寛さま』考古堂書店、2007年4月。ISBN 978-4874996768。
  - 高原美智子 編『良寛さま童謡集』考古堂書店、2007年4月。ISBN 978-4874996775。
- 『貞心と千代と蓮月』春秋社、1930年2月。
  - 『貞心と千代と蓮月』春秋社、1939年4月。NDLJP:1108473。
- 『良寛と蕩児 その他』実業之日本社、1931年4月。
- 『人・世間・自然』厚生閣、1933年12月。
- 『一人想ふ』厚生閣書店、1934年10月。
- 『良寛百考』厚生閣書店、1935年3月。
  - 『良寛百考』有峰書店、1974年3月。
- 『道限りなし』厚生閣書店、1935年10月。
- 『煩悩人一茶』実業之日本社、1936年11月。
- 『愚庵和尚 その他』厚生閣書店〈春陽堂文庫 124〉、1937年5月。NDLJP:1170952。
- 『一茶随筆』六芸社、1937年10月。
- 『郷土人生読本』実業之日本社、1938年1月。
- 『良寛と貞心 貞心尼全集』六芸社、1938年7月。
- 『土に祈る』人文書院、1939年4月。
- 『辺土に想ふ』人文書院、1940年11月。NDLJP:1116773。
- 『日本浄土』野を歩む者の会、1941年1月。NDLJP:1267019。
- 『良寛を語る』博文館、1941年12月。NDLJP:1127667。
  - 『良寛を語る』有峰書店、1974年6月。
- 『一茶素描』道統社、1941年12月。NDLJP:1128429。
- 『随筆集 丘に立ちて』人文書院、1942年3月。NDLJP:1130450。
- 『随筆雪中佳日』桜井書店、1943年2月。
- 『日出チャントギン公』国民社、1943年4月。NDLJP:1717057。
- 『一茶さん』実業之日本社、1946年11月。NDLJP:1169681。
- 『随筆集 静に思ふ』一聯社、1946年3月。NDLJP:1130452。
- 『凡人浄土鈔』百華苑、1948年10月。NDLJP:1130445。
- 相馬文子編集 編『定本相馬御風歌集』千人社、1983年10月。
- 新潟日報事業社出版部 編『相馬御風遺墨』新潟日報事業社、1982年8月。
- 糸魚川市歴史民俗資料館 編『相馬御風と良寛遺墨』糸魚川市教育委員会、1994年7月。
- 糸魚川市歴史民俗資料館 編『相馬御風墨跡展 勝村英世氏寄贈』糸魚川市教育委員会、1999年9月。
- 相馬御風記念館 編『相馬御風作詞楽譜集』糸魚川市教育委員会、2000年10月。
- 相馬御風記念館 編『歌集 御風歌集』短歌新聞社〈短歌新聞社文庫〉、2001年8月。ISBN 978-4803910582。

#### 編書
- 相馬御風 編『新描写辞典』新潮社、1915年12月。
- 相馬御風 編『良寛和尚詩歌集』春陽堂、1918年2月。NDLJP:968898。
- 相馬昌治 編『良寛和尚遺墨集』春陽堂、1919年8月。NDLJP:967041。
- 『良寛和尚歌集』相馬御風 編注、岩波書店〈岩波文庫〉、2025年1月。ISBN 400302222X。

#### 訳書
- イワン・ツルゲーネフ 著、相馬御風 訳『その前夜』内外出版協会〈近代傑作集 第1編〉、1908年4月。NDLJP:897041。
- イワン・ツルゲーネフ 著、相馬御風 訳『父と子』新潮社、1909年3月。NDLJP:897050。
- マクシム・ゴーリキー 著、相馬御風 訳『短篇六種 ゴーリキー集』博文館、1909年11月。NDLJP:896875。
- イワン・ツルゲーネフ 著、相馬御風 訳『貴族の家』新潮社、1910年10月。NDLJP:896796。
- レフ・トルストイ 著、相馬御風 訳『アンナ・カレニナ』 上、早稲田大学出版部、1913年10月。
- レフ・トルストイ 著、相馬御風 訳『アンナ・カレニナ』 下、早稲田大学出版部、1913年10月。
- イワン・ツルゲーネフ 著、相馬御風 訳『処女地』博文館〈近代西洋文芸叢書 第5冊〉、1914年4月。NDLJP:950184。
- ギュスターヴ・フローベール 著、相馬御風 訳『マダム・ボヷリー』日月社〈梗概叢書 第4編〉、1914年9月。
- レフ・トルストイ 著、相馬御風 訳『人生論』新潮社〈新潮文庫 第1編〉、1914年9月。
  - レフ・トルストイ 著、相馬御風 訳『人生論』新潮社〈100年前の新潮文庫〉、2014年9月。ISBN 978-4102060179。
- レフ・トルストイ 著、相馬御風 訳『性慾論』新潮社、1915年1月。
  - レフ・トルストイ 著、相馬御風 訳『性慾論』大泉書店、1949年2月。NDLJP:1062279。
- レフ・トルストイ 著、相馬御風、相馬泰三 訳『復活』三星社出版部、1915年3月。
- レフ・トルストイ 著、相馬御風 訳『ナポレオン露国遠征論』新潮社、1915年11月。NDLJP:936196。
- パウル・ビルコフ 著、相馬御風 訳『トルストイ伝』新潮社、1916年3月。NDLJP:956200。
- 『芸術論・沙翁論』早稲田大学出版部〈トルストイ論文集 第1〉、1916年3月。
- 『宗教論』早稲田大学出版部〈トルストイ論文集 第2〉、1916年12月。NDLJP:953577。
- レフ・トルストイ 著、相馬御風 訳『ハヂ・ムラート』新潮社〈トルストイ叢書 4〉、1917年1月。

#### 共編著
- 相馬御風、本間久雄『欧洲近代文学思潮 欧洲近代批評講話』文学普及会〈早稲田文学社文学普及会講話叢書 第2編〉、1914年6月。NDLJP:948892。
- 相馬昌治、中村星湖共編 編『文芸百科要義』 上巻、春陽堂、1921年1月。
- 相馬昌治、中村星湖共 編『文芸百科要義』 中巻、春陽堂、1921年5月。
- 相馬昌治、中村星湖共 編『文芸百科要義』 下巻、春陽堂、1921年6月。
- 相馬御風、相馬照子『人間最後の姿』春陽堂、1932年12月。
- 相馬御風、辻森秀英『良寛和尚 橘曙覧』厚生閣〈歴代歌人研究 第10巻〉、1938年9月。

#### 作品集等

##### 相馬御風随筆全集（厚生閣）
- 『凡人浄土』厚生閣〈相馬御風随筆全集 第1巻〉、1936年2月。
- 『雑草の如く』厚生閣〈相馬御風随筆全集 第2巻〉、1936年3月。
- 『人生行路』厚生閣〈相馬御風随筆全集 第3巻〉、1936年4月。
- 『懐しき人々』厚生閣〈相馬御風随筆全集 第4巻〉、1936年5月。
- 『生と死と愛』厚生閣〈相馬御風随筆全集 第5巻〉、1936年6月。
- 『独坐旅心』厚生閣〈相馬御風随筆全集 第6巻〉、1936年7月。
- 『砂上点描』厚生閣〈相馬御風随筆全集 第7巻〉、1936年8月。
- 『鳥声虫語』厚生閣〈相馬御風随筆全集 第8巻〉、1936年9月。NDLJP:1246075 NDLJP:1883736。

##### 相馬御風著作集（名著刊行会）
- 紅野敏郎、相馬文子 編『凡人浄土』名著刊行会〈相馬御風著作集 第1巻〉、1981年6月。
- 紅野敏郎、相馬文子 編『雑草の如く』名著刊行会〈相馬御風著作集 第2巻〉、1981年6月。
- 紅野敏郎、相馬文子 編『人生行路』名著刊行会〈相馬御風著作集 第3巻〉、1981年6月。
- 紅野敏郎、相馬文子 編『懐しき人々』名著刊行会〈相馬御風著作集 第4巻〉、1981年6月。
- 紅野敏郎、相馬文子 編『生と死と愛』名著刊行会〈相馬御風著作集 第5巻〉、1981年6月。
- 紅野敏郎、相馬文子 編『独坐旅心』名著刊行会〈相馬御風著作集 第6巻〉、1981年6月。
- 紅野敏郎、相馬文子 編『砂上点描』名著刊行会〈相馬御風著作集 第7巻〉、1981年6月。
- 紅野敏郎、相馬文子 編『鳥声虫語』名著刊行会〈相馬御風著作集 第8巻〉、1981年6月。
- 紅野敏郎、相馬文子 編『初期評論集』名著刊行会〈相馬御風著作集 別巻1〉、1981年6月。
- 紅野敏郎、相馬文子 編『研究編』名著刊行会〈相馬御風著作集 別巻2〉、1981年6月。

##### 相馬御風遺墨集
- 『相馬御風遺墨集 資料研究篇』相馬御風遺墨集刊行委員会、2010年5月。
- 『相馬御風遺墨集 図版篇』相馬御風遺墨集刊行委員会、2010年5月。

##### 相馬御風書簡集
- 『家族への書簡』糸魚川市教育委員会〈相馬御風書簡集 上〉、2014年3月。
- 『友人・知人への書簡』糸魚川市教育委員会〈相馬御風書簡集 下〉、2018年3月。

- 糸魚川歴史民俗資料館編集 編『雪国賛歌』糸魚川市教育委員会〈相馬御風こころの旅〉、2014年7月。ISBN 978-4861325687。
- 糸魚川歴史民俗資料館編集 編『ふるさと讃歌』糸魚川市教育委員会〈相馬御風こころの旅 第2集〉、2015年8月。ISBN 978-4861326103。
- 糸魚川歴史民俗資料館編集 編『人生讃歌』糸魚川市教育委員会〈相馬御風こころの旅 第3集〉、2016年6月。ISBN 978-4861326318。

##### その他
- 明治時代末から大正時代初頭の頃、十銭本のアカギ叢書から相馬御風訳のトルストイ『戦争と平和』が出版されたが、これは駆け出しで貧乏だった頃の直木三十五が相馬の名を拝借して書いたものであった[7]。

### 唱歌・童謡・校歌
- 「早稲田大学校歌」（都の西北、作曲:東儀鉄笛）
- 「早稲田実業学校校歌」（作曲:永井建子）
- 「日本大学校歌」（作曲:山田耕筰）
- 「東京都市大学校歌」（武蔵工業大学の前身・武蔵高等工科学校旧校歌）（作曲:山田耕筰）
- 「高岡高等商業学校校歌」（富山大学経済学部の前身・官立高岡高等商業学校旧校歌）（作曲:弘田龍太郎）
- 「カチューシャの唄」（島村抱月との共作、作曲:中山晋平）
- 「春よ来い」（作曲:弘田龍太郎）
- 「かたつむり」（作曲:弘田龍太郎）
- 「大日本傷痍軍人会会歌」（作曲:富田与）
- 「千葉県立銚子商業高等学校校歌」（作曲:東儀鉄笛）
- 「新潟県立新潟商業高等学校校歌」（作曲:大和田愛羅）
- 「新潟県立巻高等学校校歌」（作曲:斉藤佳三（1番）、弘田龍太郎（2番））
- 「新潟県立長岡農業高等学校校歌」（作曲:中山晋平）
- 「新潟県立栃尾高等学校校歌」（作曲:小出浩平）
- 「新潟県立村松高等学校校歌」（作曲:中山晋平）
- 「燕市立島上小学校校歌」（作曲:室崎琴月）
- 「新潟県津南町立芦ヶ崎小学校校歌」
- 「長岡市立大島小学校校歌」（作曲:中山晋平）
- 「長岡市立与板小学校校歌」（作曲:中山晋平）
- 「糸魚川市立糸魚川小学校校歌」（作曲:中山晋平）
- 「糸魚川市立糸魚川中学校校歌」（作曲:中山晋平）
- 「糸魚川市立青海小学校校歌」（作曲:中山晋平）
- 「名立町立名立小学校校歌」（作曲:中山晋平）
- 「新潟明訓高等学校校歌」（作曲:山田耕筰）
- 「阿賀野市立保田小学校校歌」（作曲:室崎琴月）
- 「北海道函館水産高等学校校歌」（作曲:信時潔）
- 「秋田県立秋田工業高等学校校歌」（作曲:宮原禎次）
- 「秋田県立能代工業高等学校校歌」（作曲:山田耕筰）
- 「秋田県立由利高等学校校歌」（作曲:小松耕輔）
- 「群馬県立高崎商業高等学校校歌」（作曲:弘田龍太郎）
- 「栃木県立足利工業高等学校校歌」（作曲:中山晋平）
- 「栃木県立栃木商業高等学校校歌」（作曲:中山晋平）
- 「岩手県立黒沢尻北高等学校校歌」（作曲:中山晋平）
- 「豊田市立足助中学校校歌」（作曲:山田耕筰）
- 「長野県長野工業高等学校校歌」原作（補作:西村文雄、作曲:辻順治）
- 「静岡県立富士宮北高等学校校歌」（作曲:辻順治）
- 「新潟県立安塚高等学校校歌」（作曲:小林礼）
- 「新潟県立糸魚川高等学校校歌」（作曲:萩原太郎）
- 「新潟市立関屋小学校校歌」（作曲:中山晋平）
- 「新潟市立鏡淵小学校校歌」（作曲:中山晋平）
- 「新潟市立越前小学校校歌」（作曲:弘田龍太郎）

## 関連項目

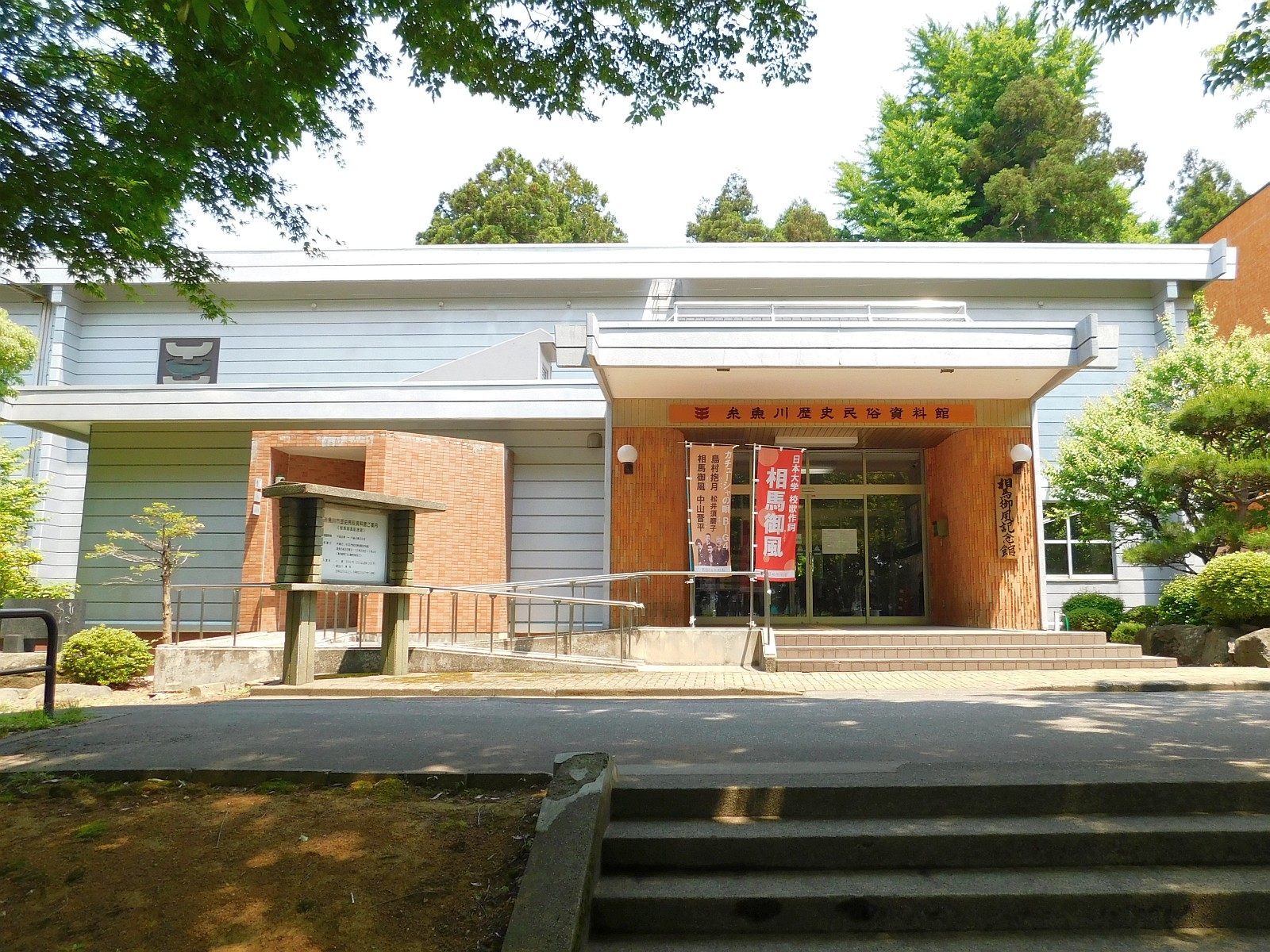
糸魚川歴史民俗資料館（相馬御風記念館）